# ياقوش (حفاش)

تعديل مصدري - تعديل

ياقوش هي إحدى قرى عزلة حماطة بمديرية حفاش التابعة لمحافظة المحويت، بلغ تعداد سكانها 361 نسمة حسب تعداد اليمن لعام 2004.